# Distrito de Sehore
Sehore (en hindi; सीहोर जिला) es un distrito de la India en el estado de Madhya Pradesh. Código ISO: IN.MP.SR.
Comprende una superficie de 6 578 km².
El centro administrativo es la ciudad de Sehore. Una de las localidades del distrito es Ichhawar.

## Demografía
Según censo 2011 contaba con una población total de 1 311 008 habitantes, de los cuales 627 305 eran mujeres y 683 703 varones.